# Leoncij
Leoncij  (starogrško Λεόντιος, latinizirano: Leóntios) je bil od leta 695 do 698 cesar Bizantinskega cesarstva, * 660, Izavrija, † ok. 15. februar 706, Konstantinopel. 
O njegovem zgodnjem življenju je le malo znanega, razen da je bil rojen v Izavriji (Sirija). Pod cesarjem Konstantinom IV. je dobil  naslov patricija in postal strateg Anatolske teme. V zgodnjih letih vladavine Justinijana II. je poveljeval bizantinski vojski v vojni proti Omajadskemu kalifatu, zmagal  in prisilil omajadskega kalifa Abd al-Malika ibn Marvana, da sklene mir. 
Leta 692 je Justinijan II. ponovno napovedal vojno Omajadom in na pohod proti njim poslal Leoncija. V bitki pri Sebastopolu je bil poražen  in Justinijan II. ga je zaradi njegovega neuspeha aretiral. Osvobodili so ga leta 695 in mu podelili naslov stratega Helade v južni Grčiji. Po osvoboditvi se je uprl, odstavil Justinijana II. in sam prevzel oblast. 
Vladal je do leta 698, ko ga je strmoglavil drungarij Apsimar po neuspeli odpravi za ponovno osvojitev Kartagine. Apsimar je po zavzetju Konstantinopla zavladal kot Tiberij III.  Leonciju so na njegov ukaz odrezali nos in jezik in ga poslali v samostan Dalmatu, kjer je ostal nekaj časa med avgustom 705 in februarjem 706. V tem času je prestol ponovno zasedel Justinijan II. Leoncij in Tiberij III. sta bila leta 706 usmrčena. 

## Poreklo in zgodnje življenje
O Leoncijevem zgodnjem življenju je znano samo to, da je bil iz Izavrije in verjetno armenskega porekla. Christian Settipani špekulira, da je bil sin nekega Lazarja, neposrednega potomca cesarja Fokasa in magistra militum Priska. Settipani hkrati šteje patricija Tarazija za Leoncijevega sina. Leoncija je za patricija in stratega Anatolske teme, takrat najodgovornejšega vojaškega poveljstva Bizantinskega cesarstva, imenoval cesar Konstantin IV., verjetno okoli leta 682.
Leta  680 je v islamskem Omajadskem kalifatu izbruhnila državljanska vojna, znano kot druga fitna. Omajadom so izpodbijali oblast celo v njihovi matični provinci Siriji. Večina kalifata je za vladarja priznavala Abdalaha ibn al-Zubejra. Pod Marvanom I. in njegovim sinom Abd al-Malikom so Omajadi premagali opozicijo, vendar so bili Zubejridi dokončno poraženi šele leta 692.
Državljanska vojna v Omajadskem kalifatu je Bizantinskemu cesarstvu ponudila priložnost, da napade svojega oslabljenega tekmeca, in leta 686 je cesar Justinijan II. poslal Leoncija, da napade omajadsko ozemlje v Armeniji in Iberiji. Leoncij je tam uspešno opravil svojo nalogo in se nato odpravil v Medijo in Kavkaško Albanija. Na pohodu je zbral obilen plen.  Leoncijevi uspešni pohodi so prisilili Omajadskega kalifa Abd al-Malika ibn Marvana, da je leta 688 zaprosil za mir in privolil v oddajo dela davkov z omajadskega ozemlja v Armeniji, Iberiji in na Cipru ter obnovil sporazum, sklenjen s Konstantinom IV., ki je predvidel tedenski davek 1000 zlatnikov, konja in sužnja.
Justinijan II. je ponovno vdrl v kalifat leta 692, ker je menil, da so Omajadi šibki. Cesarjeva vojska je bila v bitki pri Sebastopolu poražena. Veliko slovanskih vojakov je prebegnilo na omajadsko stran. Omajadi so po zmagi nadaljevali z osvajanjem severna Afrike,  da bi zavzeli Kartagino v Afriškem eksarhatu. Hkrati so napadli tudi Anatolijo. Približno v tem času je Justinijan II. Leoncija aretiral. Nekateri bizantinski viri, med njimi Nikefor I. Carigrajski in Teofan Spovednik, omenjajo, da je bil aretiran zaradi suma, da namerava zasesti cesarski prestol. Možno je tudi, da je bil vzrok za aretacijo njegov poraz v bitki pri Sebastopolu. Kot strateg Anatolske teme je verjetno sodeloval v bitki in bil morda celo glavni bizantinski poveljnik v njej.
Po nadaljnjih neuspehih v vojni z Omajadi je Justinijan leta 695 Leoncija osvobodil, ker se je bal izgube Kartagine. Imenoval ga je za stratega Helade v južni Grčiji. Med Leoncijevim ujetništvom sta zanj skrbela meniha Gregorij in Pavel, ki sta mu prerokovala vzpon na prestol in ga spodbujala, naj se po osvoboditvi upre cesarju Justinijanu. Leoncij se je kmalu po osvoboditvi resnično uprl. Imel je široko podporo aristokracije, ki je nasprotovala Justinijanovi zemljiški politiki, ki je omejevala pravico aristokracije, da pridobi zemljo od kmečkih svobodnih posestnikov in kmetov, ki so nasprotovali Justinijanovi davčni politiki. Podprla sta ga  tudi modra (hipodromska) frakcija in  carigrajski patriarh Kalinik. Leoncij in njegovi podporniki so prijeli Justinijana in ga pripeljali na hipodrom, kjer so mu odrezali nos, saj pohabljenim ljudem tradicionalno ni bilo dovoljeno postati bizantinski cesar. Justinijana II. iz spoštovanja do Konstantina IV. niso ubili, pač pa so ga izgnali v Herson, bizantinsko kolonijo na Krimu.

## Vladavina in propad
Po svojem kronanju je Leoncij, zdaj znan kot "Lev", zavzel zmerno politično držo. Omejil je dejavnost bizantinske vojske in dovolil, da so majhni vpadi preko meja Bizantinskega cesarstva potekali brez povračilnih ukrepov. Namesto tega se je osredotočil na konsolidacijo cesarstva. O njegovi notranji politiki je znano samo to, da je dal očistiti pristanišče Neorion v Konstantinoplu, kar naj bi povzročilo štirimesečno epidemijo kuge.
Omajadi, opogumljeni zaradi Leoncijeve zaznavne šibkosti, so leta 696 vdrli v Afriški eksarhat in leta 697 zavzeli Kartagino. Leoncij je poslal Ivana Patricija, da ponovno zavzame mesto, kar mu je po nenadnem napadu na njeno pristanišče uspelo, vendar je okrepljena omajadska vojska kmalu spet zavzela mesto. Ivan Patricij se je umaknil na Kreto, da bi zbral novo vojsko. Skupina častnikov, ki se je bala cesarjeve kazni za svoj neuspeh, se je uprla in za cesarja razglasila Apsimarja, drungarija Kibireotov.
Apsimar je prevzel vladarsko ime Tiberij, zbral floto in se povezal s frakcijo Zelenih in nato odplul proti Konstantinoplu, kjer je razsajala kuga.  Po nekaj mesecih obleganja se je mesto leta 698 vdalo. Novi cesar je ukazal Leonciju odrezati nos in ga zapreti v samostan Dalmatu. Leoncij je ostal v samostanu, dokler ni Justinijan II. s pomočjo bolgarskega kana Tervela leta 705 ponovno prišel na oblast. Justinijan je nato ukazal Leontija in Tiberija odvleči na hipodrom in javno ponižati, potem pa so oba obglavili. Po zapisu v  Chronicon Altinate iz 13. stoletja se je usmrtitev zgodila 15. februarja 706. Obe trupli so vrgli v morje. Leoncijevo so kasneje našli in pokopali v cerkvi na otoku Prote.